# Avtozavodskaja (metrostation Moskou)
Avtozavodskaja (Russisch: Автозаводская) is een station aan de Zamoskvoretskaja-lijn van de Moskouse metro. De naam betekent autofabriek en verwijst naar het fabriekscomplex dat ongeveer 300 meter ten zuiden van het station in de meander van de Moskva ligt.

## Naam
Het station werd geopend onder de naam Zavod imeni Stalina (ZiS) ofwel Stalinfabriek zoals de autofabriek vanaf 1931 was genoemd. De destalinisatie leidde in 1956 tot de naamsverandering van de fabriek in Zavod imeni Lichatsjova (ZiL), naar zijn voormalige directeur Ivan Lichatsjov. Vervolgens werd het station genoemd naar de producten van de fabriek en kreeg het de huidige naam.

## Station
Het station is gebouwd als een ondiep gelegen zuilenstation en is in zekere zin een vereenvoudigde versie van Kropotkinskaja. Het is onderdeel van de eerste zuidelijke verlenging van lijn 2 die tijdens de derde fase van de metrobouw (1938-1944) tot stand kwam. Hoewel het station destijds het zuidelijke eindpunt was werd het toch als eerste van de drie stations aan deze verlenging geopend zodat de arbeiders per metro de fabriek konden bereiken. Hierdoor is Avtozavodskaja chronologisch het 23e en niet het 25e station van de Moskouse metro. Het station bleef tot de aansluiting van de Universiteit op de metro, in 1959, het zuidelijkste station van het net. Pas in 1969 werd lijn 2 verder naar het zuiden verlengd, ook toen om de arbeiders een verbinding met de fabriek te bieden.  

## Galerij

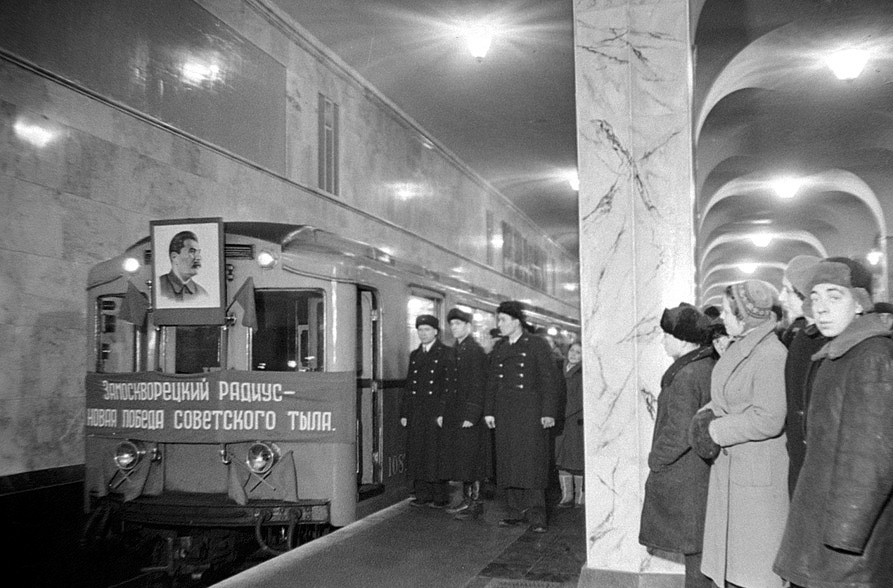
De openingstrein op 1 januari 1943